# Moving Out (videojuego)
Moving Out es un juego cooperativo de simulación de mudanza de 2020 desarrollado por el estudio sueco DevM Games y el desarrollador australiano SMG Studio. En una experiencia cooperativa local, los jugadores deben mover objetos de las casas hasta una furgoneta mientras lidian con físicas exageradas. El juego fue lanzado para Microsoft Windows, Nintendo Switch, PlayStation 4 y Xbox One el 28 de abril de 2020, y para Amazon Luna el 28 de enero de 2021.
Una secuela, titulada Moving Out 2, fue lanzada el 15 de agosto de 2023.

## Jugabilidad
Los jugadores en Moving Out asumen el papel de empleados de mudanza que deben llevar muebles y electrodomésticos marcados (como sofás, refrigeradores y microondas) de la casa hasta un camión de mudanzas dentro de un tiempo límite. A lo largo del camino, se podrán encontrar obstáculos (como rastrillos, fuegos, hielo, e incluso fantasmas). Algunos objetos pesados requerirán de dos personas para ser movidos, mientras que otros objetos son frágiles y se pueden romper fácilmente. Los objetos pueden ser arrojados. Los jugadores son calificados en una escala de bronce, plata y oro según qué tan rápido hayan guardado todos los objetos en el camión de mudanza. Los niveles también tienen objetivos opcionales, como romper todas las ventanas de la casa o llevar un objeto sin marcar. También se podrán desbloquear niveles adicionales.
Moving Out dispone de un «modo asistido», que ayuda a reducir la dificultad del juego. Con esta función, el jugador puede alargar el tiempo límite, desaparecer objetos, remover obstáculos, hacer a los objetos más ligeros, o incluso saltear niveles.

## Contenido descargable
El primer DLC, llamado Employees of the Month Pack, contiene cuatro personajes jugables nuevos: Professor Inkle, Bruce, Sprinkles y Dials.
En febrero de 2021, una expansión DLC para todas las plataformas admitidas fue lanzada bajo el nombre Movers In Paradise, la cual añadió 14 niveles nuevos a la historia, al igual que nuevos personajes y nuevos tipos de ítems para ser movidos. Las nuevas mecánicas incluyen manivelas, jetpacks, ventiladores, paredes rompibles y balsas, las cuales pueden agregar elementos de puzle a los niveles. Los críticos estuvieron de acuerdo en que si alguien disfrutó el juego principal, disfrutaría la expansión. También elogiaron su bajo precio, pero hubo un poco de criticismo con respecto a su corta duración.
Una actualización gratuita descargable introdujo posteriormente un nuevo modo de juego para 12 de los niveles originales del juego que invierten la jugabilidad; pidiéndole a los jugadores remover ítems de un camión de mudanza y dejarlos en los lugares apropiados.

## Desarrollo
La idea vino del desarrollador Jan Rigerl mientras ayudaba a un amigo a mudarse. Rigerl señaló que se sintió fascinado por el proceso y las estrategias involucradas en cosas como «mover un sofá por un pasillo o encajar muchas cosas en el elevador», y también señaló que el concepto atraería a la gente, debido a la recepción generalmente pobre que tiene la mayoría de las compañías de mudanza. Él comenzó a desarrollar un juego de ese estilo pero, a medida que crecía en tamaño, decidió asociarse con Ashley Ringrose, CEO de SMG Games. Ringrose había colaborado previamente con Rigerl, y había estado intentando reclutarlo al estudio sin éxito. El juego anterior de SMG, Death Squared, ayudó al desarrollo del juego, ya que querían evitar los errores cometidos en ese juego, con Ringrose afirmando que las lecciones fueron «Concentrarse en una identidad visual fuerte y vibrante. ¡Tener un nombre que sea divertido y que no mencione la muerte! Y tener personajes fuertes con los que la gente se pueda identificar».
Tras el anuncio del juego, comenzaron a haber comparaciones con Overcooked, un juego multijugador parecido que fue lanzado un par de años atrás. Ringrose señaló que nunca había jugado Overcooked antes de que se realizara el prototipo de Moving Out, y, aceptando la comparación como una «referencia a mano», también señaló muchas diferencias, incluyendo el hecho de que Moving Out tiene una experiencia de un jugador más concentrada.
Una secuela, titulada Moving Out 2, fue lanzada el 15 de agosto de 2023 para Microsoft Windows, Nintendo Switch, PlayStation 4, PlayStation 5, Xbox One y Xbox Series X/S.

## Recepción
Moving Out ha recibido reseñas generalmente positivas, con la mayoría de los críticos elogiando su multijugador. Las comparaciones con Overcooked fueron comunes.[cita requerida]